# جاك تود
جاك تود هو صحفي كندي، ولد في 1946.